# レオニード・ハリトノフ
レオニード・ミハイロヴィチ・ハリトノフ（ロシア語: Леонид Михайлович Харитонов, ラテン文字転写: Leonid Mikhailovich Kharitonov、1933年9月18日 - 2017年9月19日）は、ソビエト連邦、ロシアのバス・バリトン。ロシア人民芸術家。

## 経歴
ハリトノフは、1933年にイルクーツク州チェレモホフスキー地方にある小さな村、ゴルメチで生まれた。幼少期より地元の歌に親しんだ。父親は第二次世界大戦中行方不明になったので、母親に育てられた。14歳の時、職業学校で溶接を学んだ。17歳の時、イルクーツクのミュージカル劇場の舞台係として働き、イルクーツク・フィルハーモニーのオペラアンサンブルで歌った。イルクーツク・フィルハーモニーのソリストを2年務めたのち、19歳でモスクワ音楽院に入学した。1953年に、アレクサンドロフ・アンサンブルの合唱団員になった。1956年から1959年にかけて、合唱団員を務めながら、グネーシン音楽大学で学んだ。1965年に、モスクワのチャイコフスキーホールでのコンサートでソリストとしてデビューした。1967年に、ロシア功労芸術家の称号を授与された。
アレクサンドロフ・アンサンブルを退団するにあたり、ハリトノフはモスクワ国立フィルハーモニー協会のメンバーになり、1998年までそこに所属していた。この期間、ラジオやテレビで演奏するとともに、ソ連国内や海外でのツアーを行った。1986年にロシア人民芸術家の称号を授与された。
その後も2007年に2度の大きな手術を受けるまで演奏活動を続けた。